# 伊莎贝尔·巴霍尔
伊莎贝尔·巴霍尔（德語：Isabell Bachor，1983年7月10日—），德国女子足球运动员，场上位置是中场。她曾代表德国国家队参加2004年夏季奥林匹克运动会足球比赛，获得一枚铜牌。